# Fanny Neuda
Fanny Neuda (1819, Lomnice – 16. dubna 1894, Merano) byla židovská německy píšící spisovatelka.

## Život
Narodila se v roce 1819 v rodině rabína Judy Schmiedla (1776–1855) v Lomnici. Po sňatku s Abrahamem Neudou (1812–1854) se odstěhovala do Loštic na Moravě, kde její manžel zastával funkci rabína. Fanny a Abrahamovi Neudovým se zde narodili tři synové: Moritz (* 1842), Julius (* 1845) a Gotthold (* 1846).
Po manželově smrti v roce 1854 se zdržovala nějaký čas v Brně a posléze se usadila ve Vídni. Zemřela ve věku 75 let v lázeňském městě Merano (dnešní Itálie).

## Dílo
Kniha, která jí proslavila, se jmenuje Hodiny zbožnosti (Stunden der Andacht). Již brzy po svém prvním vydání v roce 1855 (tj. rok po smrti manžela Abrahama) se stala velmi populární. Do roku 1918 vyšlo více než třicet vydání. Kniha byla přeložena do angličtiny (1866), jidiš a hebrejštiny. Od roku 2008 existuje také český překlad.
Hodiny zbožnosti jsou sbírkou modliteb pro různé příležitosti a životní okolnosti. "Šlo o vůbec první knihu svého druhu, kterou kdy v němčině sepsala židovská žena pro židovské ženy. Dříve ženy používaly modlitební knihy, jejichž autory byli muži. Ti však ani při nejlepší vůli nemohli vystihnout a pochopit všechny potřeby a pocity žen. Hodiny zbožnosti však napsala žena, která do nich vložila své zkušenosti dcery, manželky a matky." 
Napsala také dvě sbírky příběhů pro děti: Naomi (1867) a Jugend-Erzählungen aus dem israelitischen Familienleben (Povídky pro mládež z izraelitského rodinného života, 1876).